# Адо (король)
Адо (англ. Ado) — второй оба (король) Лагоса. Он был сыном Асипы, которого оба Бенина назначила первым правителем Лагоса. Сын Адо, Габаро, стал третьим Обой Лагоса.
Адо собирал ежегодную дань от своих подданных, которую, в свою очередь, передавал Обе Бенина, своему сюзерену.